# Конен (антарктическая станция)
Станция Ко́нен (нем. Kohnen-Station) — немецкая, работающая только летом полярная научно-исследовательская станция в Антарктике, способная вместить до 20 человек. Она названа в честь геофизика Хайнца Конена (1938—1997), который долгое время был директором по логистике в Институте полярных и морских исследований имени Альфреда Вегенера.
Станция открылась 11 января 2001 г. в районе Земли Королевы Мод. Она расположена в координатах 75°00’S, 00°04’E, на высоте 2892 м над уровнем моря. Находится в 757 км к юго-востоку от станции Ноймайер III, на Экстремальном ледяном шельфе доступном для транспорта и удобном для ведения работ. Как и в случае британской станции Халли, строения базы построены на регулируемых стальных опорах, которые можно поднимать и опускать до высоты снежного покрова.
Станция содержит радиорубку, столовую, кухню, ванные комнаты, две спальни, снегоплавильню, магазин, мастерскую и электростанцию (100 кВт). Она оснащена 17 санями и колонной из 6 тягачей, которые перевозят до 20 тонн каждый. База пополняется два раза в год, до 6 санными поездами одновременно. Операция доставки занимает 9-14 дней.
Станция Конен является базой материально-технического снабжения для работы с ледяными кернами в проекте исследования Земли Королевы Мод, а также в европейском проекте работы с кернами льда в Антарктике (EPICA). Основной работой является бурение.